# Obština Gălăbovo
Obština Gălăbovo (bulharsky Община Гълъбово) je bulharská jednotka územní samosprávy ve Starozagorské oblasti. Leží ve středním Bulharsku v Hornothrácké nížině. Sídlem obštiny je město Gălăbovo, kromě něj zahrnuje obština 12 vesnic. Žije zde téměř 12 tisíc stálých obyvatel.

## Sídla
Všechna sídla v obštině jsou samosprávná.
| - Aprilovo - Gălăbovo (sídlo správy) - Glavan - Iskrica | - Mădrec - Mednikarovo - Musačevo - Obručište | - Pomoštnik - Razdelna - Velikovo |

## Sousední obštiny
| Růžice kompasu |              | Radnevo          |             | Růžice kompasu |
| Růžice kompasu | Opan         | Sever            |             | Růžice kompasu |
| Růžice kompasu | Opan         | Obština Gălăbovo |             | Růžice kompasu |
| Růžice kompasu | Opan         | Jih              |             | Růžice kompasu |
| Růžice kompasu | Simeonovgrad | Charmanli        | Topolovgrad | Růžice kompasu |

## Obyvatelstvo
V obštině žije 11 730 stálých obyvatel a včetně přechodně hlášených obyvatel 13 225. Podle sčítáni 1. února 2011 bylo národnostní složení následující:
- Bulhaři: 12 036 (92.8 %)
- Romové: 769 (5.9 %)
- Turci: 68 (0.5 %)
- ostatní: 101 (0.8 %)